# Abhidharma

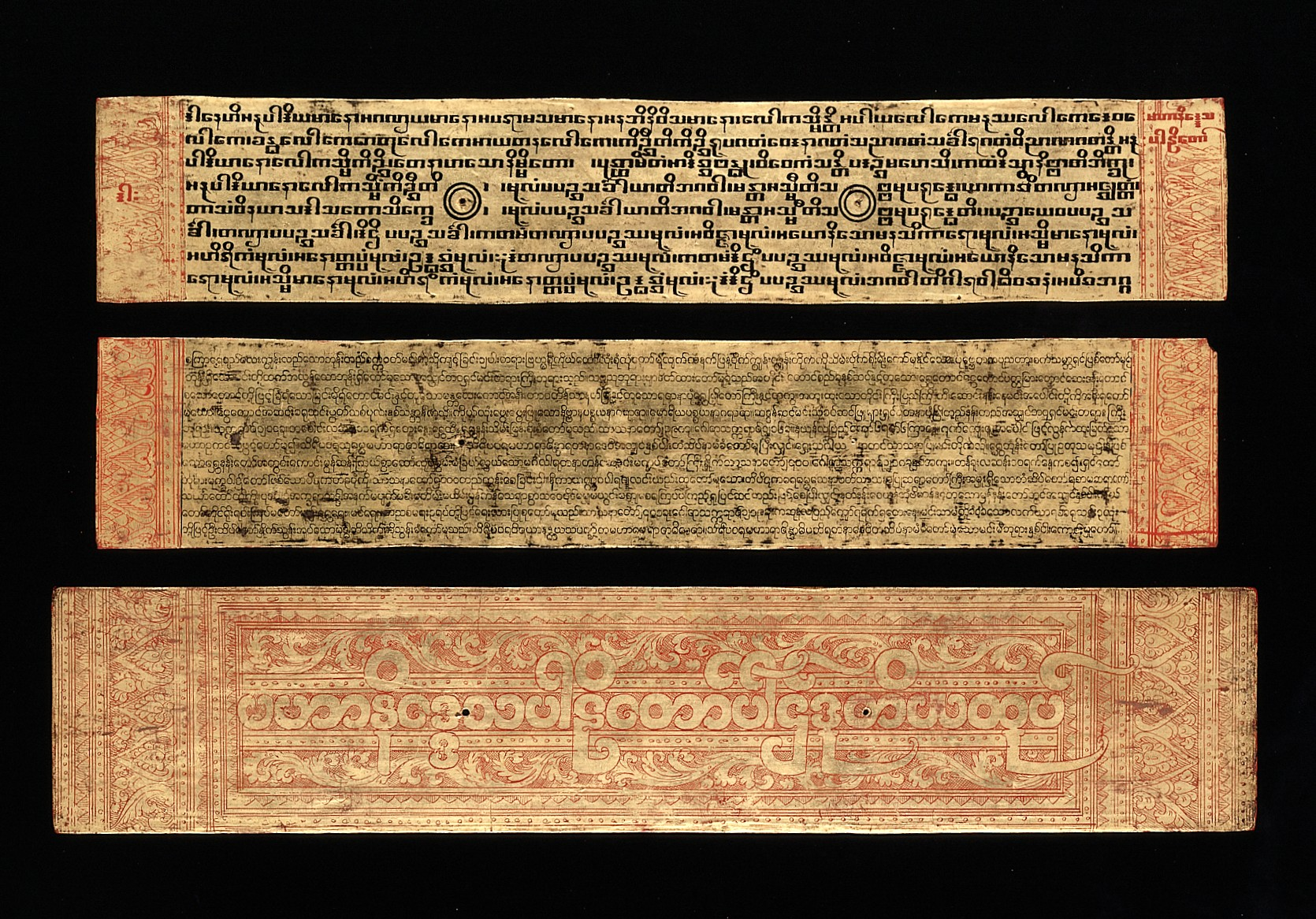
Tres páginas de un manuscrito pali birmano del Mahaniddessa, un comentario Abhidhamma que se encuentra en el Khuddaka Nikāya.

Abhidharma (Sánscrito; Pali: Abhidhamma) es un conjunto de textos que contienen estudios, sumarios, listas y clasificaciones esquemáticas sobre doctrinas que aparecen en sutras budistas anteriores. Las obras del abhidharma no contienen tratados filosóficos, sino sumarios, extractos o listas sistematizadas de conceptos. Abhidharma también se refiere a este método escolástico en sí mismo, así como al campo de conocimiento que se dice que estudia este método. Dharma significa las enseñanzas de Buda (o la ley natural a la que se refiere) y abhi literalmente significa, hacia, o encima. Abhidharma significa así "encima del Dharma". 
Según Bhikkhu Bodhi Abhidharma es "una sistematización abstracta y altamente técnica de la doctrina budista", que es "simultáneamente una filosofía, una psicología y una ética, todas integradas en un programa de liberación". Según Peter Harvey, el método de Abhidharma busca "evitar las inexactitudes del lenguaje coloquial convencional" y "enunciar todo en un lenguaje filosóficamente exacto". En este sentido, es un intento de expresar mejor la visión budista de la "realidad última" (paramartha-satya).
Hay diferentes tipos de literatura Abhidharma. Las primeras obras canónicas de Abhidharma (circa siglo III a. C.) como el Abhidhamma Pitaka no son tratados filosóficos, sino principalmente resúmenes y exposiciones de las primeras listas doctrinales. Estos textos se desarrollaron a partir de listas o matrices budistas (mātṛkās) de enseñanzas clave. Los trabajos posteriores de Abhidharma se escribieron como los tratados (śāstra), comentarios (aṭṭhakathā) o como manuales introductorios (saṅgaha). Son obras filosóficas más desarrolladas que incluyen muchas innovaciones y doctrinas que no se encuentran en el Abhidharma canónico.
Abhidharma sigue siendo un campo importante de erudición entre los budistas modernos en Theravāda y en Mahayana.

## Definición
Según Collett Cox, Abhidhamma comenzó como una elaboración sistemática de las enseñanzas de los suttas (discusos) tempranos, pero luego desarrolló doctrinas independientes. El destacado erudito Erich Frauwallner ha dicho que estos sistemas budistas se encuentran "entre los principales logros del período clásico de la filosofía india".
En comparación con los sutras, los textos de Abhidharma son mucho más técnicos, analíticos y sistemáticos en contenido y estilo. Los eruditos de Abhidharma Theravāda y Sarvastivada generalmente consideraban que Abhidharma era la descripción pura y literal (nippariyaya) de la verdad última (paramattha sacca) y una expresión de la sabiduría espiritual perfecta, mientras que los sutras se consideraban 'convencionales' (sammuti) y figurativos (pariyaya). Es decir, eran enseñanzas dadas por el Buda a personas específicas, en momentos específicos, dependiendo de las circunstancias mundanas específicas.
Son comunes dos interpretaciones del término "Abhi-dharma". Según Analayo, el significado inicial de Abhidharma en los textos más antiguos (como el Mahāgosiṅga-sutta y sus paralelos) era simplemente una discusión sobre el Dharma, o hablar sobre el Dharma. En este sentido, abhi tiene el significado de "acerca de", y también puede estar en el término paralelo abhivinaya (que simplemente significa discusiones sobre el vinaya). La otra interpretación, en la que abhi se interpreta como "superior" y, por tanto, Abhidharma significa "enseñanza superior", parece haber sido un desarrollo posterior.
Algunos en el Occidente han considerado que el Abhidhamma es el núcleo de lo que se conoce como "la psicología budista". Otros escritores sobre el tema, como Nyanaponika Thera y Dan Lusthaus, describen el Abhidhamma como una fenomenología budista, mientras que Noa Ronkin y Kenneth Inada lo equiparan con la filosofía del proceso. Bhikkhu Bodhi escribe que el sistema del Abhidhamma Pitaka es "simultáneamente una filosofía, una psicología y una ética".

## Origen e Historia

### Según la erudición moderna
Los eruditos modernos de los estudios budistas generalmente creen que los textos canónicos de Abhidharma surgieron después de la época del Buda, alrededor del siglo III a. C. Por lo tanto, las obras canónicas de Abhidharma no representan las palabras del propio Buda, sino las de los budistas posteriores. Peter Skilling describe la literatura de Abhidharma como "el producto final de varios siglos de esfuerzo intelectual".
Los diversos textos de Vinaya ofrecen diversas narrativas, a veces contradictorias, sobre la historia de los textos de Abhidharma. El Mahāsāṅghika Vinaya no habla de un tercer Pitaka ("canasta" de textos, "colección") aparte del Sutra Pitaka y el Vinaya Pitaka, pero los Vinayas de las escuelas Mahīśāsaka, Theravāda, Dharmaguptaka y Sarvāstivāda todos mencionan que había una tercera colección de textos durante el primer concilio después de la muerte de Buda. Según Analayo, "el Vinaya Mūlasarvāstivāda no menciona explícitamente el Abhidharma, aunque informa que en esta ocasión Mahākāśyapa recitó los mātṛkā (s)" Analayo piensa que esto refleja una etapa temprana, cuando los textos que más tarde se convirtió en Abhidharma se llamaban "mātṛkās". El término aparece en algunos sutras, como el Mahāgopālaka-sutta (y su paralelo en chino) que dice que un monje erudito es aquel que conoce el Dharma, Vinaya y los mātṛkās.

#### El núcleo antiguo (las mātṛkās)

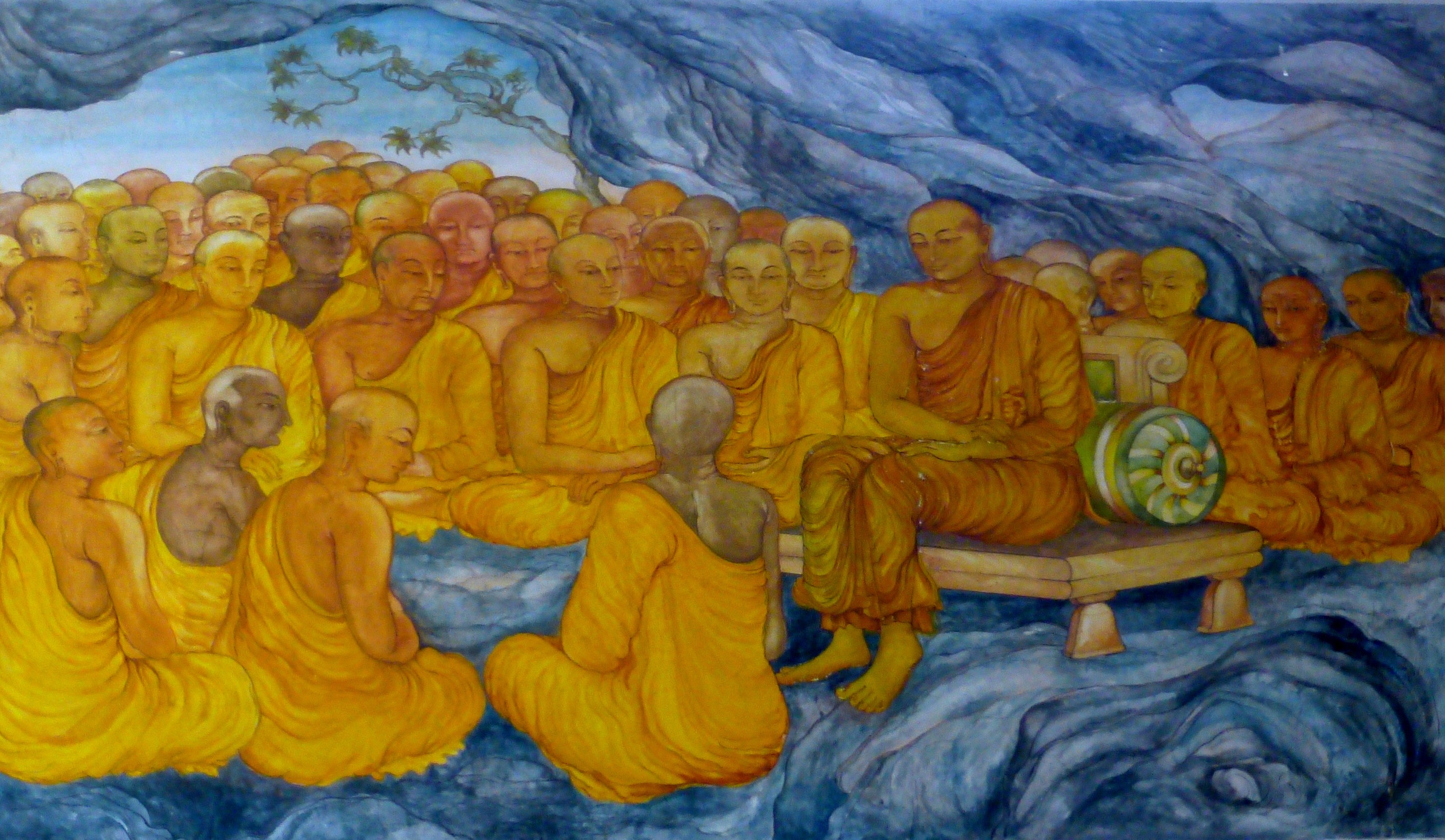
Representación del Primer Concilio en Rajgir, una pintura en Nava Jetavana, Shravasti.

Varios eruditos modernos como André Migot, Erich Frauwallner, Rupert Gethin y Johannes Bronkhorst han argumentado que el Abhidharma se basó en listas antiguas de términos doctrinales que se denominan mātikās (sánscrito: mātṛkā, "madres"). André Migot señala la mención de un "Mātṛkā Pitaka" (colección de listas) en el Cullavagga como el precursor del Abhidharma canónico. Migot sostiene que este Mātṛkā Pitaka, que se dice que fue recitado por Mahakasyapa en el Primer Concilio según el Ashokavadana, probablemente comenzó como una versión condensada de la doctrina budista que se expandió con el tiempo. Frauwallner y Gethin argumentan que si bien las obras de Abhidharma de las diferentes escuelas se compilaron por separado y tienen grandes diferencias, se basan en un "núcleo antiguo" de material común.
El uso extensivo de las mātṛkās se puede encontrar en algunos textos budistas tempranos, incluidos el Saṅgīti Sutta y Dasuttara Sutta del Dīgha Nikāya (así como el Saṅgīti Sūtra y Daśottara Sūtra del Dīrgha Āgama chino). En AN 10.27 y AN 10.28 se pueden encontrar listas similares de términos doctrinales ordenados numéricamente. Tse fu Kuan también sostiene que ciertos sutras del Aṅguttara Nikāya (AN 3.25, AN 4.87–90, AN 9.42–51) describen un método mātṛkā. Otro sutra que contiene una lista similar que actúa como resumen doctrinal es el “Discurso sobre la explicación de las esferas” (MĀ 86), que incluye una lista de 31 temas que deben enseñarse a los monásticos recién ordenados. El último sutra del Madhyama-āgama, MĀ 222, contiene una lista doctrinal similar. Estos dos no tienen ningún paralelo en Pali.
Según Bhikhu Analayo, otra lista doctrinal importante que aparece en los primeros textos son las "treinta y siete cualidades que conducen al despertar" (bodhipākṣikā dharmāḥ). Esta mātṛkā aparece en varios sutras, como el Pāsādika-sutta, el Sāmagāma-sutta (y sus paralelos) y en el Mahāparinirvāṇa-sūtra, donde se dice que fue enseñado por el Buda justo antes de su muerte. Analayo señala que estas diversas listas sirvieron como ayudas para la memorización y enseñanza de la doctrina. El uso de listas se puede ver de manera similar en la literatura jainista. El hecho de que los primeros budistas consideraran estas listas como una forma de preservar y memorizar la doctrina se puede ver en el Saṅgīti Sūtra y sus diversos paralelos, que mencionan cómo la comunidad jainista se dividió sobre cuestiones de doctrina después de la muerte de su líder. El sutta describe a Śāriputra recitando una lista de términos doctrinales y declarando que la comunidad permanecerá "unida, unánime y sin discutir" con respecto a la enseñanza. La estrecha conexión entre el Saṅgīti Sūtra y el Abhidharma se puede ver en el hecho de que se convirtió en la base de uno de los textos canónicos del Abhidharma de la escuela Sarvāstivāda, el Saṅgītiparyāya, que en realidad es un comentario sobre esta sutra.
Frauwallner señala que los conceptos fundamentales básicos como los 12 āyatanāni (bases sensoriales), los 18 dhatāvah (elementos) y los 5 skandhāh (agregados) a menudo aparecen como un grupo en los primeros textos budistas. Estas listas se utilizaron como esquema básico para explicar la doctrina budista. Es probable que estuvieran acompañadas de explicaciones orales, que continuaron desarrollándose y expandiéndose y luego fueron escritas.

#### Desarrollo de Abhidharma
Las explicaciones de los diversos elementos en estas listas también se ocuparon de cómo estos elementos estaban conectados entre sí. Con el tiempo, surgió la necesidad de un esquema universal de clasificación. Según Frauwallner, el primer marco de este tipo fue subsumir (samgraha) todos los términos doctrinales budistas principales en el esquema de los 12 āyatanāni, los 18 dhatāvah y los 5 skandhāh. Con el tiempo, este método escolástico se amplió con el fin de proporcionar una sistematización completa y comprensiva. Como explica Frauwallner, debido a este impulso escolástico, las listas crecieron en tamaño, diferentes mātṛkās se combinaron entre sí para producir otras nuevas, y se introdujeron nuevos conceptos y esquemas, como la diferenciación de los cittas (eventos de concientización) y caitasikās (elementos mentales) y nuevas formas de explicar la relación entre los distintos elementos básicos.
Según Bhikkhu Analayo, estas diversas listas tampoco se presentaban solas, sino que también incluían algún tipo de comentario y explicación que también formaba parte de la tradición oral. A veces, este comentario incluía citas de otros sutras, y se pueden encontrar rastros de esto en los textos canónicos de Abhidharma. A medida que pasaba el tiempo, estos comentarios y las listas que los acompañaban se volvieron inseparables entre sí, y los comentarios adquirieron estatus canónico.
Dado que este proceso de desarrollo ocurrió en diferentes comunidades ubicadas en diferentes lugares, las varias colecciones de Abhidharma divergieron considerablemente con el tiempo. Esta divergencia quizás se vio reforzada por los diversos cismas en la comunidad budista. Según Frauwallner, el período de desarrollo de las obras canónicas de Abhidharma es entre 250 y 50 a. C. Cuando se empezaron a escribir los diferentes cánones, los textos de Abhidharma de las diferentes escuelas eran sustancialmente diferentes. Estas diferencias son mucho más pronunciadas que entre las otras colecciones canónicas (Sutras, Agamas y Vinaya). Como tal, las colecciones de Abhidharma de las diversas escuelas son mucho más únicas para cada secta. Las diversas tradiciones abhidhamicas también crecieron hasta tener desacuerdos filosóficos muy fundamentales entre sí.
Sin embargo, estas diferencias no significaron la existencia de sectas totalmente independientes, como señaló Rupert Gethin, "al menos algunas de las escuelas mencionadas por la tradición budista posterior probablemente hayan sido escuelas informales de pensamiento, a la manera de los 'cartesianos', 'empiristas' o 'kantianos' de la filosofía moderna". Estas diversas obras de Abhidharma no fueron aceptadas por todas las escuelas budistas indias como canónicas, por ejemplo, la escuela Mahasanghika parece no haberlas aceptado como parte del canon.
Después del cierre de los diversos cánones budistas, se siguieron componiendo textos de Abhidharma, pero ahora eran comentarios sobre los textos canónicos (como los Aṭṭhakathās pali y el Mahāvibhāṣa) o tratados independientes (śāstras). En estos textos poscanónicos, se pueden encontrar más desarrollos e innovaciones doctrinales. Noa Ronkin escribe que los textos de Abhidharma poscanónicos se convirtieron en "tratados filosóficos complejos" con doctrinas que estaban "bastante alejadas de sus antecedentes canónicos". Según escribe Frauwallner, estos trabajos posteriores fueron intentos de construir sistemas filosóficos verdaderamente completos.
Algunos de estos textos superaron al Abhidharma canónico en influencia y popularidad, convirtiéndose en los compendios ortodoxos de sus escuelas particulares. Dos textos exegéticos, ambos del siglo V, sobresalen del resto como los más influyentes. El trabajo de Buddhaghosa (siglo V d. C.), en particular su Visuddhimagga (Camino de purificación), sigue siendo el principal trabajo de referencia de la escuela Theravāda, mientras que el Abhidharmakośa (Tesorería del Abhidharma) de Vasubandhu (siglos IV - V d. C.)  sigue siendo la fuente principal de estudios de Abhidharma tanto en budismo indo-tibetano como en budismo de Asia oriental.

### Vistas tradicionales
En la tradición Theravāda de Sri Lanka se sostenía que el Abhidhamma no era una adición posterior, sino que fue enseñada por el mismo Buddha Gautama. Según la visión tradicional del budismo Theravāda, el Buda entregó las enseñanzas del Abhidharma a numerosas deidades, incluida su difunta madre Māyā, en el cielo de Trāyastriṃśa. La tradición sostiene que el Buda dio resúmenes diarios de las enseñanzas dadas en el reino celestial al bhikkhu Sariputta, quien transmitió estas enseñanzas.
La escuela Sarvāstivāda-Vaibhāṣika sostenía que el Buda y sus discípulos enseñaron el Abhidharma, pero que estaba esparcido por todo el canon. Sólo después de su muerte, el Abhidharma fue compilado sistemáticamente por sus discípulos mayores y fue recitado por Ananda en el primer concilio budista.
La escuela Sautrāntika ('seguidores de los sutras') no aceptó que el Abhidharma fuera la "palabra del Buda". Ellos sostuvieron que era el trabajo de diferentes monjes después de su muerte, y que esta fue la razón por la que diferentes Abhidharma las escuelas variaban ampliamente en sus doctrinas. Sin embargo, esta escuela todavía estudiaba y debatía los conceptos de Abhidharma y, por lo tanto, no buscaba cuestionar el método del Abhidharma en su totalidad.

## Filosofía
El campo de investigación de los textos Abhidharma se extiende a todo el Budismo, ya que su objetivo era delinear, sistematizar y analizar todas las enseñanzas del Buda. El pensamiento abhidhármico también se extiende más allá de los sutras para cubrir un nuevo terreno filosófico y psicológico que solo está implícito en los sutras. Hay ciertas doctrinas que fueron desarrolladas o incluso inventadas por los escolásticos de Abhidharma y estas se convirtieron en motivo de debates entre las diferentes escuelas budistas.

### La teoría de los dharmas
Según Y. Karunadasa, la base de todos los sistemas de Abhidharma es la "teoría de los dharmas". Para los escoliastas de Abhidharma, los constituyentes elementales de la realidad o los fenómenos más fundamentales se llamaban dharmas (Pali: dhammas). Los dharmas fueron vistos como los procesos más básicos que componen el tejido de la experiencia.
Según Karunadasa, en el Abhidhamma de Theravada, un dhamma (que puede traducirse como un 'principio' o 'elemento' principal), son "aquellos elementos que resultan cuando el proceso de análisis se lleva a sus límites últimos". Sin embargo, esto no significa que tengan una existencia independiente, porque es "sólo para los propósitos de la descripción" que se postulan. También se dice que son no-yo (anatta) y por lo tanto vacíos (suññā) en Theravada.
En el pensamiento de Abhidharma, la realidad convencional de los objetos y las personas es simplemente una construcción conceptual imputada por la mente a una corriente impermanente de dhammas. Sin embargo, los dhammas nunca se ven como entidades separadas individualmente, sino que siempre están condicionados de manera dependiente por otros dhammas en constelaciones momentáneas de dhammas. Estas colecciones de dharmas están apareciendo y desapareciendo constantemente. Si bien se dice que los dhammas son distinguibles (vibhāgavanta) entre sí, se dice que surgen grupos y que son inseparables (avinibhogatā). Este principio también se puede ver en los suttas (como en el Mahāvedalla Sutta) que establecen que se dice que algunos dhammas están mezclados (samsattha) de tal manera que no pueden separarse.
El hecho de que los dhammas siempre surjan juntos también está relacionado con su dependencia condicional. En el Abhidhamma de Theravada, nada surge sin una causa, y nada surge de una sola causa o como un solo efecto. Por lo tanto, siempre ocurre que una pluralidad de condiciones (o dhammas) da lugar a una pluralidad de efectos (otros dhammas). Debido a este principio de interconexión e interdependencia, el Abhidhamma no se ve como un tipo de pluralismo absoluto o como monismo, ya que se basa tanto en el análisis (bheda) como en la síntesis (sangaha).
Los filósofos budistas del Abhidhamma crearon matrices analíticas (matikas) de estos procesos, que variaban según la escuela. La tradición Theravada sostiene que había 82 tipos de dhammas, mientras que la tradición general Sarvāstivāda eventualmente enumeró 75 tipos.
Las cuatro categorías de dhammas en el Theravada Abhidhamma son:
1. Citta (conciencia, conocimiento) - Cittas son eventos de conciencia, es decir, aquellos eventos que constituyen el "conocimiento" (viññana) de un objeto. Estos nunca surgen por sí solos, sino que siempre son intencionales (es decir, tienen un objeto o una dirección cognitiva).[62]
2. Cetasika (factores o eventos mentales), hay 52 tipos y pueden incluir buenos eventos mentales como la compasión, así como negativos como la codicia y el odio.
3. Rūpa - (ocurrencias físicas, forma material), 28 tipos.
4. Nibbāna - (extinción, cesación) - este dhamma no está condicionado, ni surge ni cesa debido a la interacción causal.[16]

El Abhidharma de la escuela Sarvāstivāda también usó estas cuatro categorías, junto con una quinta categoría: "los factores disociados del pensamiento" (cittaviprayuktasaṃskāra). Estas "son entidades reales que no son ni de naturaleza mental ni material, que sin embargo pueden operar en ambos dominios" y pueden verse como leyes de la naturaleza. Quizás los más importantes de estos factores son la adquisición (prāpti) y la no adquisición (aprāpti), que son fuerzas que conectan o desconectan un dharma con una corriente mental particular (santāna).
La escuela Sarvāstivāda-Vaibhāṣika enseñó tres tipos de dharmas incondicionados: espacio (ākāśa), cesación mediante la deliberación (pratisaṃkhyā-nirodha) y la cesación independiente de deliberación (apratisaṃkhyā-nirodha). El Mahavibhasa (el comentario principal de Sarvāstivāda-Vaibhāṣika) enumera algunos desacuerdos entre los maestros de Sarvāstivāda con respecto a estos dharmas. Algunos como "el Bhadanta" Dharmatrāta negaron la realidad del espacio. Mientras tanto, los Dārṣṭāntikas (Sautrantika) negaron la realidad ontológica de los tres y en cambio argumentó que todas eran designaciones conceptuales.

### Dos verdades
Para los escoliastas de Abhidharma, había dos "verdades", es decir, hay dos formas de ver la realidad:
- Verdad convencional (sánscrito: saṃvṛti-satya, Pali: sammuti sacca), que se refiere a la realidad cotidiana experimentada por personas normales. Esta es la categoría de lo nominal y lo conceptual (paññatti).

- Verdad última (sánscrito: paramārtha-satya, Pali: paramattha sacca), es decir, el camino del Abhidharma y, por lo tanto, el camino de las personas iluminadas como el Buda, que han desarrollado la verdadera percepción (vipassana) y ven la realidad como el flujo constante de colecciones de dharmas

Como escribe el filósofo indio Vasubandhu: 
"Todo lo que no permanece después de cortarlo o dividirlo mediante el análisis mental, como una olla, es una 'ficción conceptual'. Lo real en última instancia es lo contrario".
Desde la perspectiva del Abhidharma, en realidad solo existen los dhammas y sus relaciones, todo lo demás se explica a través de una especie de nominalismo. Los escoliastas de Abhidharma desarrollaron una teoría nominalista de paññatti (Pali, sánscrito: prajñapti; conceptos, designaciones, predicaciones) como una forma de explicar categorías universales básicas como la unidad, la identidad, el tiempo y el espacio. En Abhidharma, las designaciones conceptuales dependen de la mente y no son en sí mismas realidades últimas, es decir, no son la verdad última (paramattha). Los conceptos se consideran insubstancial y son un "producto meramente conceptualizado" (parikappa-siddha) de la función mental sintetizadora, y "existen sólo en virtud del pensamiento conceptual".
Según Y. Karunadasa, la teoría de las dos verdades es una innovación doctrinal del Abhidhamma, pero tiene sus orígenes en algunas declaraciones de los suttas (discursos) tempranos. Esto se puede ver principalmente en la distinción hecha en el Aṅguttara-nikāya entre declaraciones que son nītattha (explícitas, definitivas) y neyyattha (que requieren más explicación). Karunadasa señala que en los Nikayas, "no se hace ningún juicio de valor preferencial entre nītattha y neyyattha. Todo lo que se enfatiza es que los dos tipos de declaraciones no deben confundirse". En los suttas, a diferencia del Abhidhamma, sammuti (convenciones lingüísticas) no se analiza en los existentes llamados paramattha (principios fundamentales).
La tradición budista basada en sánscrito (del norte de la India) generalmente se refiere a la verdad convencional como samvṛti (que tiene el significado de ocultar o cubrir), y como tal, ve la realidad convencional como falsa e ilusoria. Sin embargo, de acuerdo con Karunadasa, el término sammuti del Abhidhamma Theravada solo significa convención humana y no tiene esta connotación de una verdad inferior que esconde una verdad superior, sino que solo se refiere a "dos modos de expresar lo que es verdad". Por tanto, como apunta K.N. Jayatilleke, la versión Theravāda de las dos verdades "no implica que lo que es verdadero en un sentido sea falso en el otro o incluso que un tipo de verdad sea superior al otro".
Además, según Karunadasa, en la tradición Pali, incluso la verdad última se entiende como algo que debe explicarse mediante conceptos. Aunque lo último en sí mismo no es un producto de la función conceptual de la mente (paññatti), no puede explicarse sin el medio de paññatti.  Según Tse Fu Kuan, esto está respaldado por el Dhammasaṅgaṇi, que establece que "todos los dhammas son formas de interpretación (nirutti)" y que "todos los dhammas son formas de expresión (adhivacana)".

### La naturaleza de los dharmas
Los escoliastas de Abhidharma utilizaron el término svabhāva (Pali: sabhāva, "naturaleza intrínseca" o "propia existencia") para explicar el funcionamiento causal de los dharmas. Este término fue utilizado de diferentes formas por las diferentes escuelas budistas. Este término no aparece en los sutras. El Abhidharmakośabhāṣya dice: 
“dharma significa "sostener", es decir, sostener la naturaleza intrínseca (svabhāva)”. 
Según el texto Theravada llamado Atthasalini: 
"Los dhammas tienen sus propias naturalezas particulares (sabhāva). Alternativamente, los dhammas son soportados por condiciones o sus naturalezas particulares."
También se decía que los dharmas eran distintos entre sí por sus características intrínsecas o únicas (svalaksana). La inspección de estas características se consideró extremadamente importante en Abhidharma.

#### En Theravāda
La concepción Theravāda de "sabhāva" no significa una esencia o un modo sustancial de ser, ya que los dhammas no son entidades permanentes o totalmente discretas. Siempre están en relaciones condicionadas de forma dependiente con otros dhammas y siempre están cambiando. Por lo tanto, se dice que tienen su "propia naturaleza" (sabhāva) únicamente por el bien de la descripción. Según Karunadasa, este uso de sabhāva es solo de validez provisional, "una atribución hecha para la conveniencia de la definición". Simplemente se refiere al hecho de que "cualquier dhamma representa un hecho distinto de existencia empírica que no es compartido por otros dhammas".
Según Peter Harvey, la visión Theravāda del sabhāva de un dhamma es que se refiere a una característica individualizadora (salakkhana) que "no es algo inherente a un dhamma como una realidad última separada, sino que surge debido a varias condiciones y dhammas previas". Así, mientras que en Theravāda, los dhammas son los constituyentes últimos de la experiencia, no se ven como sustancias (attena), esencias o particulares independientes, ya que están vacíos (suñña) de un yo (attā) y condicionados. Esto se explica en el Patisambhidhamagga, que establece que los dhammas están vacíos de sabhāva (sabhavena suññam).

El Paramatthamañjusa Visuddhimaggatika de Acariya Dhammapala, un comentario sobre el Visuddhimagga, se refiere al hecho de que a menudo asumimos unidad y compacidad en fenómenos que, en cambio, se componen de varios elementos. Pero cuando uno ve que estos son simplemente dhammas vacíos, uno puede entender la característica de no yo (anatta):
"después de que uno resuelve estos dhammas en elementos, los ve como se desintegran como espuma sometida a compresión por la mano. Son meros estados (dhamma) que ocurren debido a condiciones y son vacios. De esta manera la característica del no-yo se vuelve más evidente ".

#### En Sarvāstivāda
La escuela Sarvāstivāda veía a los dharmas como "entidades reales" (sad-dravya) en última instancia, aunque también sostenían que los dharmas se originaban de forma dependiente. Para Sarvāstivāda, un sinónimo de svabhāva es avayaya (una 'parte'), la unidad más pequeña posible que no se puede analizar en partes más pequeñas. Por lo tanto, un dharma en última instancia real en lugar de solo convencionalmente real (como un carro o una persona y sus partículas fundamentales).
Svabhāva en los primeros textos del Abhidharma Sarvāstivāda no era entonces un término que significaba independencia ontológica, esencia metafísica o sustancia subyacente, sino que simplemente se refería a sus características únicas, que dependen de otras condiciones y cualidades. En los textos posteriores de Sarvāstivāda, como en el Mahavibhasa, el término svabhāva comenzó a definirse más ontológicamente como la “naturaleza intrínseca” realmente existente de las dharmas individuales. Según K.L. Dhammajoti, en Sarvāstivāda, "un dharma se define como aquello que tiene su característica intrínseca (svalakṣaṇadhāraṇād dharmaḥ)". Esta característica o cualidad única persiste a lo largo del tiempo y, por lo tanto, se dice que es una naturaleza intrínseca única y real. Así, el texto canónico Jñānaprasthāna afirma: "los dharmas se determinan con respecto a la naturaleza y característica ... permanecen en sus naturalezas intrínsecas y no renuncian a sus naturalezas intrínsecas (T26, 923c)"." Además, para la escuela Sarvāstivāda-Vaibhāṣika, se decía que esta "propia naturaleza" (svabhāva) era la característica de un dharma que persiste a través de los tres tiempos (pasado, presente y futuro).
Sin embargo, las características intrínsecas de un dharma tienen cierto tipo de relatividad debido a la relación entre los varios dharmas. Por ejemplo, todos los dharmas rūpa ("forma", materia) tienen la característica común de resistencia, pero esta es también una característica intrínseca con respecto a otros dharmas como vedanā (sentimiento). Además, varias fuentes afirman que la naturaleza intrínseca de un dharma es "débil" y que son interdependientes con otros dharmas. El Mahāvibhāṣa afirma que "los dharmas condicionados son débiles en su naturaleza intrínseca, pueden realizar sus actividades sólo a través de la dependencia mutua" y que "no tienen soberanía (aisvarya), dependen de otros". Por lo tanto, una naturaleza intrínseca (svabhāva) surge debido a procesos o relaciones originados de manera dependiente entre varios dharmas y, por lo tanto, un svabhāva no es algo que sea completamente ontológicamente independiente.

#### En otras escuelas
La escuela Sautrantika aceptó la doctrina de svabhāva como las principales características de los dharmas, pero rechazó la opinión de que existen en los tres tiempos. Dharmakirti usa el concepto de svabhāva, aunque lo interpreta como basado en la causalidad. Para Dharmakirti, la naturaleza esencial (o "naturaleza-svabhāva") se explica de la siguiente manera :
“El surgimiento de un efecto que se infiere por medio de un complejo causal se caracteriza como un svabhāva de ese complejo causal, porque la capacidad para la producción del efecto no depende de nada más.”
Otras escuelas de Abhidharma no aceptaron el concepto de svabhāva o lo consideraron vacío y convencional. Las eseculas llamadas "Prajñaptivada" ("nominalistas") negaban la realidad última de todos los dharmas y sostenían que todo, incluso los dharmas, se caracteriza por prajñapti (designación provisional o construcción ficticia). La escuela Vainasika también sostenían que todos los dharmas carecían de svabhāva. Esta opinión de que los dharmas están vacíos de svabhāva se encuentra en el Lokanuvartana Sutra ('El Sutra de la conformidad con el mundo') que sobrevive en la traducción al chino y al tibetano, y puede haber sido una escritura de la escuela Purvasaila, que era una subescuela Mahasamghika.

### La mente
Abhidharma analiza un proceso cognitivo (citta) en unidades individuales que tienen dos componentes principales: eventos de conciencia (cittas, un conocimiento intencional o conciencia de un objeto) y factores mentales (cetasikas, procesos que surgen en asociación con cittas). Tanto en el Abhidharma de Sarvāstivāda como en el de Theravada, estos dos componentes siempre surgen juntos. Estos dos principios unidos (Pali: samsattha) surgen uncidos (sampayoga) juntos, tienen el mismo objeto y cesan juntos. Por lo tanto, cuando Abhidharma habla de una "citta", se entiende que también están presentes cetasikas.
Las cittas ocurren una a la vez. En cualquier momento, solo hay uno de estos eventos cognitivos. Además, según Karunadasa, "el presente acto cognitivo no puede conocerse a sí mismo. Es como si la misma espada no se puede cortar a sí misma, o la misma punta del dedo no se puede tocar a sí misma. Esto equivale a un rechazo de lo que se llama" taññānatā ", es decir. , la idea de que la misma conciencia tiene conocimiento de sí misma". Además, cada citta también está en diversas relaciones con otras cittas. Dado que un citta nunca es un evento aislado, está condicionado por instancias pasadas y se convierte en una condición para eventos futuros.
El maestro Saṃghabhadra de la escuela Sarvāstivāda-Vaibhāṣika define la conciencia como lo que "capta la característica de un objeto de una manera general". El abhidharma proporciona numerosas clasificaciones y categorías de conciencia. La más conocida es la de las seis "puertas" que corresponden a las cinco facultades físicas: las conciencias asociadas al ojo, oído, nariz, lengua y cuerpo, así como a la conciencia mental (mano-viññana). Cada una de las cinco facultades cognitivas sirve como base física (vatthu, es decir, el órgano del ojo, etc.) para la conciencia que sustentan. El abhidhamma de Theravāda también sostiene que la conciencia mental tiene una base física, una visión que está en desacuerdo con otras escuelas budistas, pero que encuentra apoyo en los suttas, que establecen que la conciencia y el "nombre y forma" (nama-rupa) son dependientes unos de otros.
El Paṭṭhāna (un texto Theravada) no da un órgano específico para esta base, sino que define la base de la conciencia mental como "cualquier materialidad de la que dependa la actividad mental". Karunadasa cree que esto se debe a que el abhidhamma temprano consideraba que la base física de la conciencia no se limitaba a ningún lugar del cuerpo. Sin embargo, los comentarios posteriores de Theravāda presentan una única ubicación, que se llama la base del corazón (hadaya-vatthu). Cualquiera que sea el caso, es importante tener en cuenta que el Abhidhamma no considera que la mente esté controlada o determinada por la base física, que solo se ve como un elemento de apoyo para la mente.
Una de las principales controversias del budismo abhidharma se refería a la cuestión de la naturaleza original de la mente (citta). Algunos, como la escuela Mahāsāṃghika, sostuvieron la opinión de que la mente conserva una naturaleza originalmente pura. Los Vaibhāṣikas como Saṃghabhadra rechazaron este punto de vista, sosteniendo que la naturaleza de la mente también puede ser contaminada.
En abhidharma, hay varias formas de clasificar cittas o eventos mentales, como "saludables" o "malsanos" o como pertenecientes a ciertos reinos de la existencia, como el reino de los sentidos (kāma-bhava), la existencia material (rūpa-bhava), el reino inmaterial (arūpa-bhava) y el mundo supra-mundano (lokuttara). Los factores mentales (cetasikas) también se clasifican de diferentes maneras. En Theravada, se clasifican en cuatro clases principales: universales (como sentimiento, percepción, y voluntad), ocasionales (como pensar o desear), malsanos (como la codicia y el odio) y bellos (tranquilidad o fe).
Esta característica del abhidharma tiene un propósito soteriológico. Su objetivo es apoyar la práctica budista. Al estudiar y observar cuidadosamente el ir y venir de los dharmas, y al poder identificar cuáles deben cultivarse y cuáles no son saludables y deben abandonarse, el meditador budista utiliza el abhidharma como un esquema o mapa para liberar su mente.

### Realidad física
En Sarvāstivāda, los elementos físicos (rūpa) son los que están "sujetos a deterioro o desintegración". Como dice Vasubandhu, rūpa es lo que "es molestado o roto repetidamente" por contacto físico. La principal forma de definir la materia para la escuela Sarvāstivāda Vaibhāṣika es que tiene dos naturalezas distintivas principales: la resistencia (sa-pratighātatva), que es "el obstáculo para que surja otra cosa en su propia ubicación", y la visibilidad (sa-nidarśanatva ), que permite ubicar la materia ya que "se puede indicar de manera diferente como estar aquí o allí" (según Saṃghabhadra).
De manera similar, en los comentarios Theravada, rūpa se define como aquello que es mutable o alterable (vikara), en el sentido de poder ser "deformado, perturbado, golpeado, oprimido y roto".
En el Abhidharma de Theravāda y Sarvāstivāda, todos los fenómenos físicos se resuelven en dharmas materiales. Los dharmas rūpa se basan todos en la combinación e interacción de los cuatro "mahabhuta", los cuatro fenómenos físicos 'primarios' o 'elementales': "tierra" (solidez, dureza), "agua" (liquidez, fluidez), "fuego" (calor) y "aire" (movimiento dinámico). Estos fenómenos básicos se unen para formar fenómenos físicos secundarios, como los órganos de los sentidos.
La escuela Vaibhāṣika tenía una teoría atómica (paramāṇu). Sin embargo, estos átomos no fueron vistos como eternamente inmutables o permanentes, sino que son vistos como momentáneos. Para Vaibhāṣika, un átomo es la unidad más pequeña de materia, que no se puede cortar, romper y no tiene partes. Se juntan (sin tocarse entre sí) para formar agregaciones o "moléculas". Sostuvieron que esto se "conoce a través del análisis mental".

### Nirvāṇa

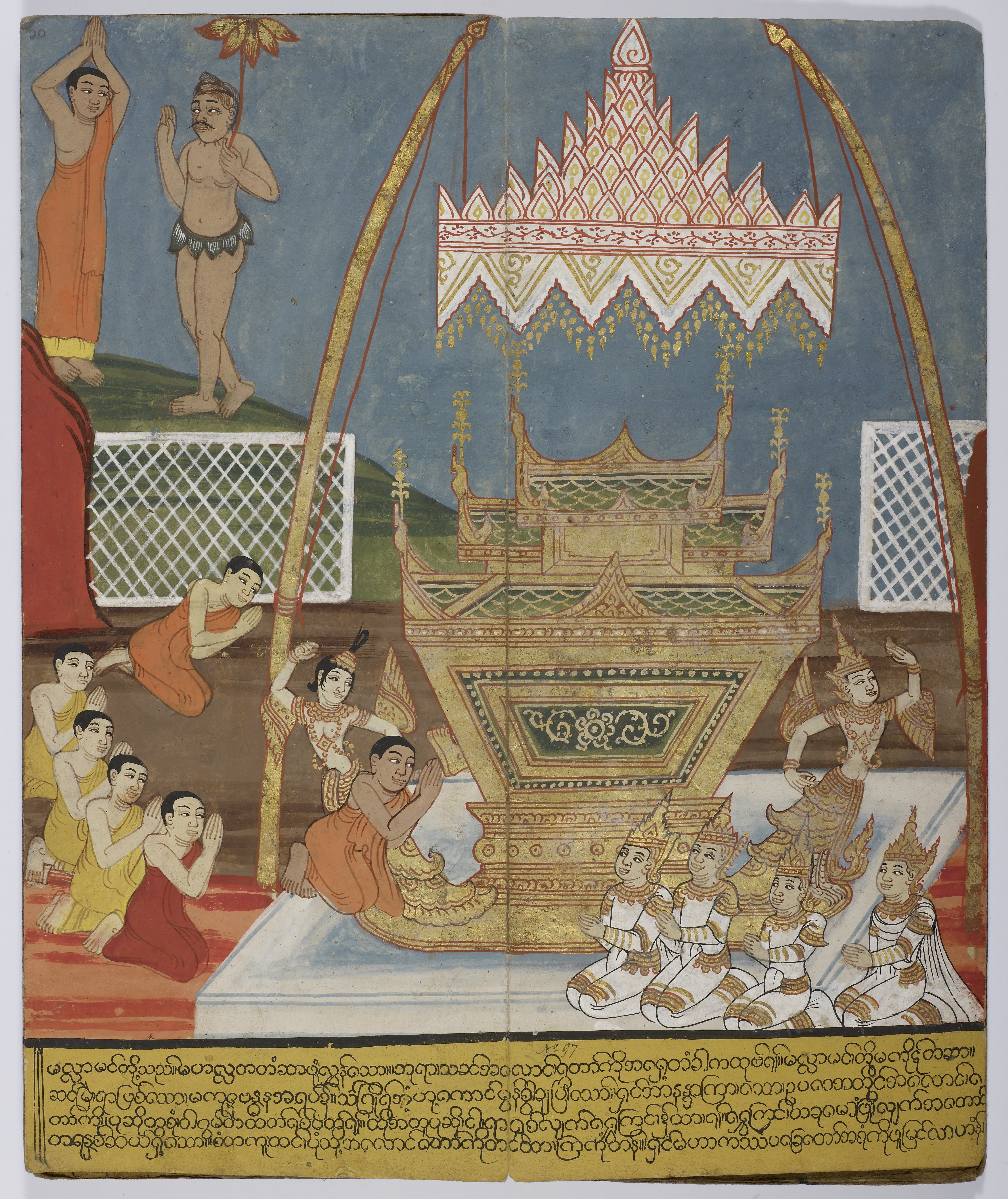
Mahākassapa rinde homenaje a los restos del Buda después de su "nibbāna final" (a la muerte del cuerpo), Birmania, a mediados del.

En Sarvāstivāda, nirvāṇa es una "entidad positiva distinta" (dravyāntara). Es "una fuerza ontológicamente real que adquiere el practicante cuando se abandona por completo una contaminación determinada". Esta fuerza asegura que la adquisición de la contaminación nunca vuelva a surgir. La definición del maestro de Sarvāstivāda Skandhila indica cómo esta entidad real tiene una presencia positiva, que se dice que es "como un dique que retiene el agua o una pantalla que bloquea el viento".
Los Sautrāntikas no están de acuerdo con esta interpretación, sosteniendo que el "no-nacido" o nirvāṇa simplemente se refiere a la discontinuidad del nacimiento (janmāpravṛtti). Por lo tanto, según la escuela Sautrāntika, nirvāṇa es un mero concepto (prajñapti) que se refiere a la ausencia de sufrimiento debido al abandono de las impurezas y, por lo tanto, es solo relativamente real. Sin embargo, el filósofo de Sarvāstivāda Saṃghabhadra sostiene que "sólo cuando se reconoce que el no-nacido es una entidad real distinta, es significativo decir "existe el no-nacido ". Además, si no existiera tal entidad, el Buda simplemente debería haber dijo 'existe la discontinuidad del nacimiento'".
La posición Theravada sobre la ontología del nirvāṇa se encuentra por primera vez en el Dhammasaṅgaṇī, que describe al nirvāṇa como el elemento incondicionado (asankhata-dhatu), completamente fuera de los cinco agregados. Es un dhamma que "no es ni hábil ni inútil, no se asocia ni con el sentimiento ni con la cognición, no es un resultado ni da resultado, no requiere ningún objeto, no se clasifica en pasado, presente o futuro". Aunque no es accesible mediante el pensamiento discursivo o conceptual, es un dhamma que la mente puede conocer o alcanzar.
Según el erudito Theravada Buddhaghosa, "es porque nibbāna no ha sido creado (appabhava), que está libre del envejecimiento y la muerte. Es debido a la ausencia de su creación y de su envejecimiento y muerte que es permanente." Buddhaghosa argumenta en contra de la opinión de que el nibbāna es irreal. El comentario del Visuddhimagga también establece que nibbāna es lo opuesto a todos los estados condicionados. En el Abhidhamma de la escuela Theravāda, el nibbāna se ve como algo totalmente diferente a los existentes condicionados y como el único dhamma incondicionado.

### Causalidad
Otro proyecto importante para los escoliastas de Abhidharma fue esbozar una teoría de la causalidad, especialmente de cómo los dharmas momentáneos se relacionan entre sí a través de causas y condiciones. Según Karunadasa, el Abhidharma de la escuela Theravāda defiende tres axiomas clave de la condicionalidad:
- Todo surge por causas y condiciones, nada surge sin causas.
- Nada surge de una sola causa (esto descarta el monismo o el monoteísmo).
- Ningún fenómeno surge por sí solo como una cosa única o aislada.

Según Karunadasa, esto conduce a la comprensión central de Abhidhamma de la causalidad, que es que una pluralidad de causas conduce a una pluralidad de efectos, es decir, múltiples dhammas son las causas y condiciones para una multiplicidad de otros dhammas futuros.
Otro principio importante en el Abhidharma de Theravāda es que los dhammas no existen ni surgen a través de sus propios poderes causales. Este es un rechazo del principio de auto-causalidad. Asimismo, ningún dhamma puede ser creado por un solo poder causal externo al dhamma. Esto significa que los dhammas surgen solo con la ayuda del poder combinado de múltiples dhammas (incluidos ellos mismos).
El análisis de la escuela Sarvāstivāda se centró en seis causas (hetu), cuatro condiciones (pratyaya) y cinco efectos (phala). Según K.L. Dhammajoti, para la escuela Sarvāstivāda, "la eficacia causal es el criterio central para la realidad o existencia (astitva) de un dharma" y, por lo tanto, a veces también se les llamó la escuela "hetuvada" (la escuela de las causas). En Sarvāstivāda, un dharma es real porque es una causa y tiene efectos. Si no tuviera una eficacia causal, no existiría. Las seis causas descritas por el Abhidharma de Sarvāstivāda son:
1. Causa eficiente (karana-hetu) - dharma A, causa dharma B
2. Causa homogénea (sabhāga-hetu) - dharma A (1) causa otro dharma A (2)
3. Causa universal (sarvatraga-hetu) - una causa homogénea, perteneciente solo a dharmas profanados
4. Causa de retribución (vipāka-hetu): conduce a la retribución kármica
5. Causa coexistente (sahabhu-hetu): una causa que surge de la reciprocidad de todos los dharmas, una "causalidad simultánea".
6. Causa conjunta (samprayuktaka-hetu)

El último libro del Abhidhamma Theravada, el Patthana, establece una teoría sobre las relaciones condicionadas y la causalidad. El Patthana es un análisis exhaustivo de la naturaleza condicionada de todos los dhammas. La introducción comienza con una lista detallada de 24 tipos específicos de relaciones condicionadas (paccaya). La mayoría de estas condiciones tienen contrapartes en el Abhidharma de Sarvāstivāda. El Abhidhammatthasangaha los reduce todos a cuatro tipos principales de relaciones.
La escuela Sautrāntika usó una teoría de 'semillas' (bīja) en el continuo mental para explicar la interacción causal entre dharmas pasados y presentes, esta teoría fue desarrollada más tarde por la escuela Yogacara en su teoría de la "conciencia de almacén" (ālayavijñāna).

### Originación dependiente
El Mahavibhasa de la escuela Sarvāstivāda describe cuatro formas diferentes de analizar y comprender los 12 elementos de la originación dependiente (pratītyasamutpāda):
- Causalidad momentánea (ksanika), cuando los doce elementos de la cadena de la originación dependiente se realizan en un solo momento.
- Causalidad en serie (sambandhika), en la que la originación dependiente se considera en referencia a la relación entre causa y efecto
- Causalidad estática (avasthika), en la que el origen dependiente implica doce períodos distintos de los cinco agregados
- Causalidad prolongada (prakarsika), en la que esa secuencia de causalidad ocurre durante tres vidas

El Abhidhamma de la escuela Theravada también analiza los 12 elementos de la originación dependiente de dos maneras:
- La secuencia de los doce elementos se produce a lo largo de tres vidas: la vida pasada está vinculada con la ignorancia y las construcciones mentales, la vida presente incluye la mayoría de los 12 elementos y la vida futura se aplica a los elementos del nacimiento y la muerte.
- En el Sammohavinodani de Buddhaghosa (un comentario al Vibhanga), se explica que el principio de la originación dependiente ocurre enteramente dentro del espacio de un momento mental.[130]

### Temporalidad y cambio
Una discusión prominente entre los escoliastas de Abhidharma fue sobre la filosofía del tiempo. La tradición Sarvāstivāda-Vaibhāṣika sostenía la opinión (expresada en el Vijñanakaya) de que los dharmas existen en los tres tiempos: pasado, presente y futuro. Por eso es que el nombre de su escuela significa los que defienden la "teoría de que todo existe" (sarvām asti).
Las escuelas Sautrāntika, Vibhajyavāda y Theravada argumentaron en contra de esta visión eterna a favor del presentismo (la idea que solo existe el momento presente). Este argumento era tan central, que las escuelas budistas del norte de la India a menudo se nombraban de acuerdo con su posición filosófica en este tema.
Según Jan Westerhoff, una de las razones que tenía la escuela Sarvāstivāda-Vaibhāṣika para defender esta teoría era que los momentos de conciencia son intencionales (están dirigidos o son "sobre algo"). Por lo tanto, si no existen entidades pasadas que existan, los pensamientos sobre ellas no tendrían objeto y no podrían existir.
Otro argumento de Sarvāstivāda a favor del eternismo fue que esta teoría era necesaria para explicar la eficacia causal de las acciones pasadas (karma) en el presente. Para los Vaibhāṣikas, si un acto de karma ya no existe, es difícil ver cómo pueden tener frutos en el presente o en el futuro. Finalmente, según los Vaibhāṣikas, el pasado, el presente y el futuro son mutuamente interdependientes. Si el pasado y el futuro no existen, argumentaban los Vaibhāṣikas, ¿cómo se puede dar sentido a la existencia del presente?
Hubo diferentes interpretaciones de la teoría de la existencia tritemporal en Sarvastivada y cómo se relaciona con el cambio. Algunos argumentaron que la existencia (bhāva) de un dharma se cambia a medida que avanzaba en el tiempo, otros argumentaron que sus características (lakṣaṇa) se alteraba. Otra teoría decía que lo que cambia es la condición (avasthā) de un dharma mientras que una cuarta teoría argumentó que el cambio se basaba en la relatividad temporal (anyathā). Posteriormente, los escoliastas de Sarvāstivāda, como Saṃghabhadra, argumentaron que, si bien la naturaleza esencial de un dharma (svabhāva) no cambia, su función o actividad (kāritra) y su existencia (bhāva) cambian.
Todos los pensadores Vaibhāṣika estuvieron de acuerdo en que la naturaleza esencial es lo que permanece constante y no cambia a medida que un dharma se mueve a través del tiempo. Sin embargo, como señaló K.L. Dhammajoti, esto no significa necesariamente que el svabhāva de un dharma "sea inmutable o incluso permanente, porque el modo de existencia de un dharma y su naturaleza esencial no son diferentes, de modo que cuando el primero está experimentando una transformación, también lo es su svabhāva".
Desde la perspectiva Vaibhāṣika, esto no es una contradicción, ya que es el mismo proceso que permanece a medida que avanza a través del tiempo y se transforma en diferentes modos de ser. Cada uno de estos es en realidad una nueva ocasión o evento en una corriente causal (aunque no es diferente en términos de su naturaleza a los dharmas anteriores de esa corriente). Así, según K.L. Dhammajoti, hay una forma en que las naturalezas esenciales se transforman y, sin embargo, se puede decir que permanecen iguales ontológicamente. Dharmatrāta usó el ejemplo de una pieza de oro que se transforma en diferentes cosas (tazas, cuencos, etc.).
Según K.L. Dhammajoti, lo que los Vaibhāṣikas tenían en mente con este punto de vista era que aunque los diferentes dharmas en una serie causal son entidades diferentes, hay una "individualidad o integridad" general, y la serie, por lo tanto, permanece "dinámicamente idéntica". En este sentido, un svabhāva no es una entidad estática, es impermanente y sufre cambios y, sin embargo, "ontológicamente nunca se convierte en una sustancia totalmente diferente."
La escuela Sarvāstivāda-Vaibhāṣika también tenía una concepción atomista del tiempo que dividía el tiempo en momentos discretos e indivisibles (kṣaṇa) y consideraba que todos los eventos duraban solo un momento.
En el Abhidhamma Theravāda, el tiempo es principalmente una construcción conceptual, específicamente es un "concepto nominal" (nāma-paññatti) y no existe en un sentido real ya que es una noción basada en el flujo continuo de fenómenos. El tiempo es solo una interpretación mental, basada en la producción, el cambio y la disolución de los dhammas. El tiempo no tiene naturaleza propia (sabhāvato avijjamāna), a diferencia de los dhammas. Lo mismo ocurre con el espacio (ākasa) que se describe como un existente nominal (anipphanna), que estrictamente hablando no es material, ni un dhamma real, sino simplemente la ausencia de la materia.
Theravada también adoptó una teoría de los momentos (khāṇavāda), pero es menos ontológica que Sarvāstivāda y más centrada en la psicología y la fenomenología. En el Khanikakatha del Kathavatthu, los escoliastas Theravāda sostienen que "solo los fenómenos mentales son momentáneos, mientras que los fenómenos materiales perduran por un período de tiempo".
Los comentaristas posteriores de Theravāda desarrollaron una teoría formal más técnica de los momentos, que sostenía que cada conciencia tiene tres momentos, el momento de origen (uppādakkhaņa), el momento de duración (thitikkhaņa) y el momento de disolución (bhahgakkhaņa).

### Renacimiento y karma
Un problema clave cubierto por Abhidharma fue la cuestión de cómo funcionan el renacimiento y el karma si no hay un yo para renacer aparte de los cinco agregados. El Patthana incluye la primera referencia canónica a la respuesta Theravada a esta pregunta: el bhavanga, o "fundamento de la existencia". En Theravada, el bhavanga es "ese sustrato que mantiene la continuidad del individuo a lo largo de esa vida". Sarvastivada tenía un término similar, nikayasabhagata.
La teoría Vaibhāṣika del karma también está estrechamente relacionada con su teoría de la existencia tritemporal. Ya que los karmas también existen en el pasado. De hecho, la eficacia del karma pasado es parte de su argumento a favor de "todo existe", ya que, para los Vaibhāṣikas, si una causa retributiva kármica pasada deja de existir por completo, no puede conducir al efecto o fruto kármico.
Esto fue rechazado por los Sautrāntikas, quienes postularon una teoría conocida como la teoría de las semillas, que sostenía que una volición crea una cadena de dharmas momentáneos llamados semillas, que se transmiten continuamente en la corriente mental hasta que brotan, produciendo el efecto kármico. Este concepto es similar a la doctrina Yogacara de la conciencia del almacén (alayavijñana).
El problema del renacimiento también fue abordado por un grupo de escuelas budistas denominadas Pudgalavāda ("Personalistas"). Estas escuelas postulaban la existencia de una "persona" (pudgala) o un yo, que tenía una existencia real que no se podía reducir a corrientes y colecciones de dharmas. Se consideró que esta entidad personal no estaba condicionada ni incondicionada. Las escuelas Pudgalavāda sostenían que esta persona era "inexpresable" e indeterminada en su relación con los cinco agregados y no se podía decir que no fuera ni igual ni diferente a los cinco agregados. Esta teoría fue un punto importante de controversia y fue atacada a fondo por otras escuelas budistas.
Sin embargo, como Thiện Châu señala en su revisión de su literatura, los Pudgalavādins desarrollaron cuidadosamente esta teoría especialmente para ser compatible con anatman y el camino medio y, por lo tanto, el pudgala "no es una realidad absoluta totalmente separada de las cosas compuestas".

## Tradiciones de Abhidharma

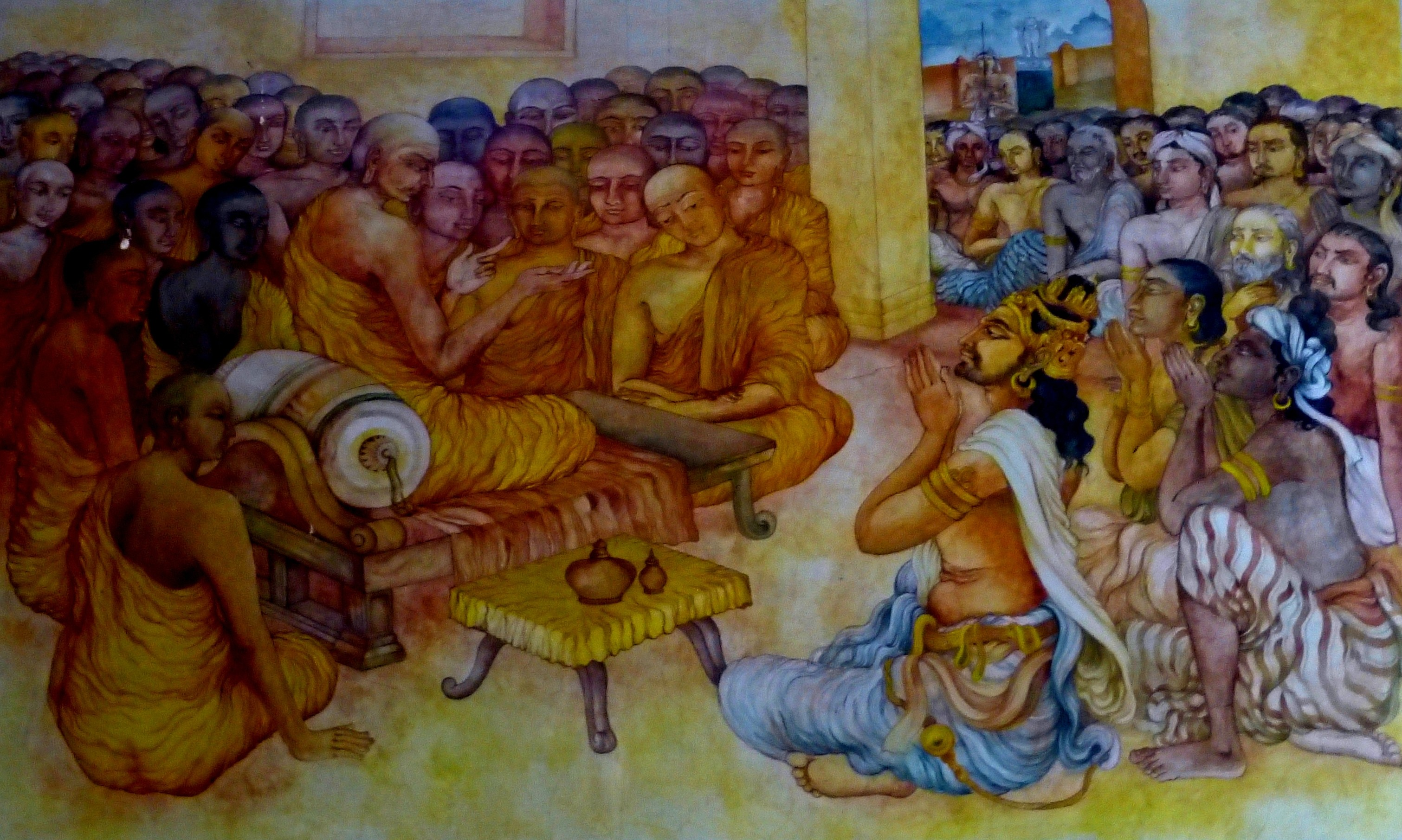
Aśoka y Moggaliputtatissa en el Tercer Concilio, en Nava Jetavana, Shravasti. Según la tradición Theravada, Moggaliputtatissa estableció la posición ortodoxa de la escuela Theravada contra los Sarvastivadins y las otras escuelas.

### Theravāda
El Abhidhamma Piṭaka es el tercer pitaka, o "canasta", del Tipitaka, el canon de la escuela Theravāda. Consta de siete libros. También hay tres textos tipo Abhidhamma que se encuentran en el Khuddaka Nikāya ('Colección Menor'): el Paṭisambhidāmagga, Nettipakaraṇa y el Peṭakopadesa. El Abhidhamma Piṭaka, como el resto del Theravāda Tipiṭaka, fue transmitido oralmente hasta el siglo I a. C.
 

Además del Abhidhamma canónico, la literatura Pali incluye una variedad de comentarios y manuales introductorios escritos después de la compilación del Abhidhamma Piṭaka. Estos textos poscanónicos intentaron ampliar y aclarar aún más el análisis presentado en el Abhidhamma. Los más influyentes de estos comentarios son los de Buddhaghosa (c. siglo V), un exégeta y filósofo del sur de la India que se mudó a Sri Lanka y escribió varios comentarios y tratados en pali. Su Visuddhimagga ("Sendero de la purificación") es un manual de práctica budista que también contiene una descripción general del Abhidhamma. Este texto sigue siendo uno de los textos más populares influenciados por Abhidhamma en Theravada.

Buddhaghosa (derecha) (c.), el erudito más importante del Abhidhamma de Theravāda.

El más popular de los manuales del Abhidhamma de Sri Lanka sigue siendo el Abhidhammatthasangaha (Compendio de los temas del Abhidharma) de Anuruddha (alrededor del siglo VIII al XII). Otro período de erudición medieval de Sri Lanka también produjo una serie de textos llamados subcomentarios (que son comentarios a los comentarios). 
El abhidhamma sigue siendo una tradición viva en las naciones de Theravāda en la actualidad y las obras modernas de Abhidhamma se siguen escribiendo en idiomas modernos como el birmano y el cingalés. Los estudios del Abhidhamma se enfatizan particularmente en Birmania, donde ha sido el tema principal de estudio desde alrededor del siglo XVII. Una de las figuras más importantes del budismo moderno de Birmania, Ledi Sayadaw (1846-1923), era bien conocido por sus escritos sobre Abhidhamma (especialmente su comentario sobre el Abhidhammatthasangaha, llamado Paramatthadipanitika).

### Sarvāstivāda

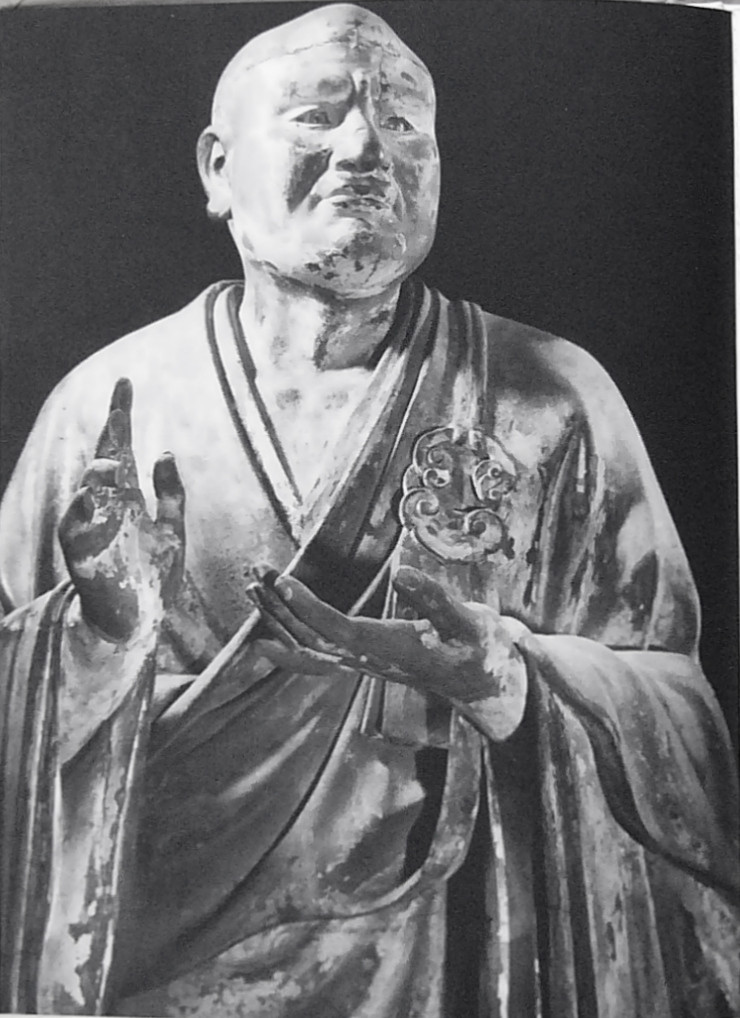
Estatua de madera del gran escoliasta de Abhidharma Vasubandhu, circa 1208, Templo Kofukuji, Nara, Japón.

La tradición Abhidharma más influyente en el norte de la India fue la de la escuela Sarvāstivāda-Vaibhāṣika, especialmente en Cachemira y también en Bactria y Gandhara. Esta es la tradición de Abhidharma que se estudia en el budismo de Asia oriental y también en el budismo tibetano. A pesar de las numerosas variaciones y desacuerdos doctrinales dentro de la tradición, la mayoría de los Sarvāstivāda-Vaibhāṣikas estaban unidos en su aceptación de la doctrina de "sarvāstitva" (todo existe).
El Abhidharma Pitaka de Sarvāstivāda también consta de siete textos, pero son obras bastante diferentes al Abhidharma Theravada. Se dice que el trabajo canónico central de esta escuela, el Jñānaprasthāna ('Fundamento del conocimiento'), también conocido como Aṣṭaskandha o Aṣṭagrantha, fue compuesto por el maestro Kātyāyanīputra. Esto se convirtió en la base del Abhidharma Mahāvibhāṣa Śāstra ("Gran comentario"), una obra enciclopédica que se convirtió en el texto central de la tradición Vaibhāṣika. Esta tradición fue la ortodoxia en Cachemira bajo el patrocinio del imperio Kushan.
Además del Abhidharma Pitaka, se escribieron una variedad de textos o tratados expositivos para servir como descripciones generales e introducciones al Abhidharma. El más antiguo de ellos fue el Abhidharma-hṛdaya-sastra (El corazón de Abhidharma), de Dharmasresthin, (c. siglo I a. C.). Este texto se convirtió en el modelo para la mayoría de los tratados posteriores.
Sin embargo, el más influyente de estos tratados es sin duda el Abhidharmakośabhāsya (siglo V), una serie de versos y comentarios adjuntos de Vasubandhu. A menudo critica los puntos de vista Vaibhāṣika desde una perspectiva Sautrantika. Los Sautrantikas eran un grupo disidente dentro de la tradición Sarvāstivāda que rechazaba muchos de los puntos de vista fundamentales de los Vaibhāṣika. Este texto sigue siendo la fuente principal de Abhidharma en el budismo indo-tibetano y del este de Asia.
La forma más madura y refinada de la filosofía Vaibhāṣika se puede ver en la obra del maestro Saṃghabhadra (ca. siglo V), "sin duda uno de los maestros Abhidharma más brillantes de la India". Sus dos obras principales, el *Nyāyānusāra (Shun zhengli lun 順 正 理論) y el *Abhidharmasamayapradīpikā (Apidamo xian zong lun 阿 毘 達磨 顯宗 論), son fuentes muy importantes para el pensamiento vaibhāṣika. Su trabajo fue referenciado y citado por varias figuras importantes, como Xuanzang y Sthiramati.

### Yogācāra

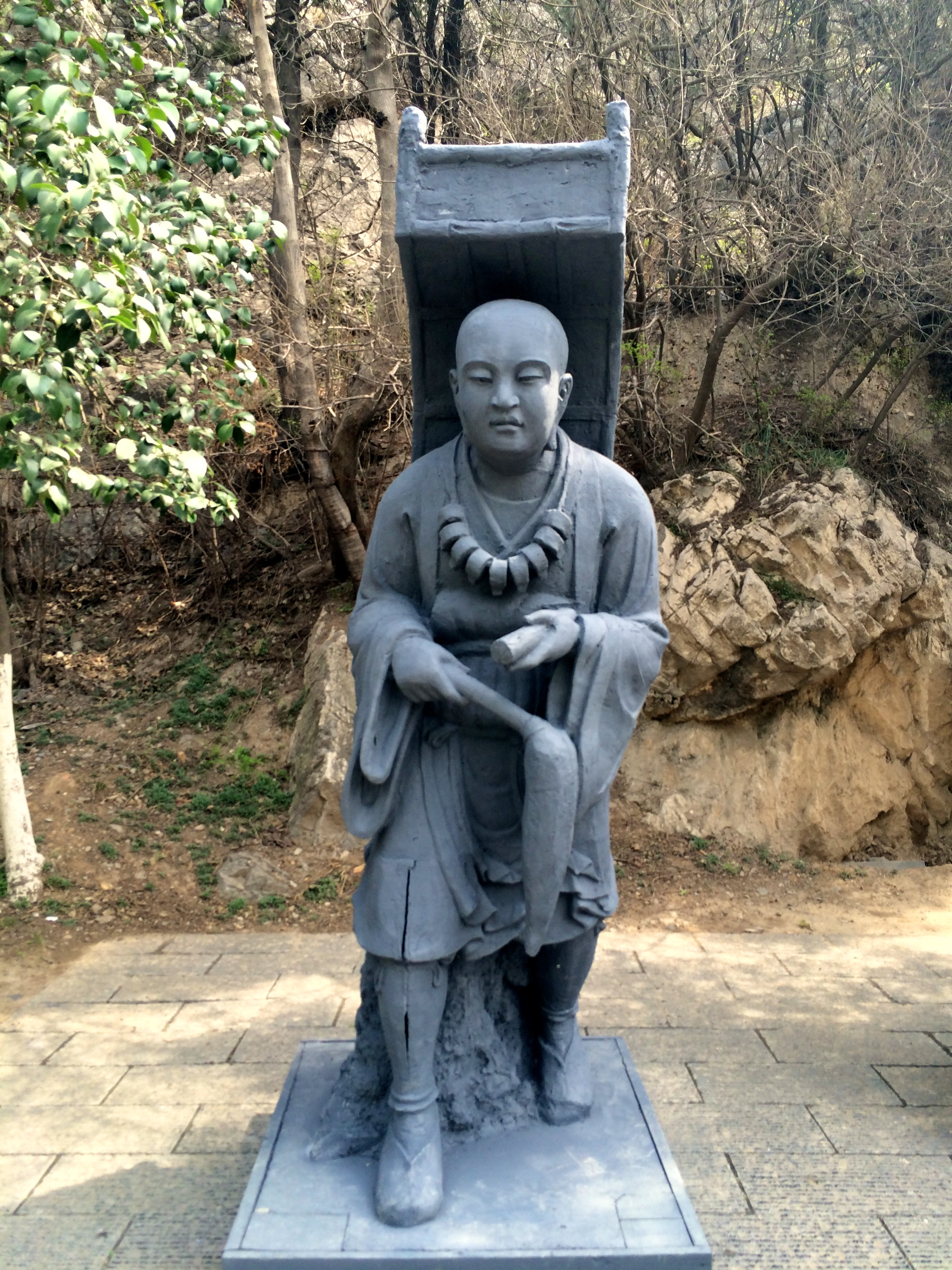
Estatua de Xuanzang, el monje chino que trajo y tradujo muchos textos del sistema Abhidharma de la escuela Yogācāra a China.

Otro sistema completo de pensamiento Abhidharma se elabora en ciertas obras de la tradición Yogācāra (que evolucionó principalmente a partir del Sarvāstivāda Abhidharma). Este Abhidharma se puede encontrar en las obras de figuras como Asanga, Vasubandhu, Sthiramati, Dharmapāla, Śīlabhadra, Xuanzang (Hsüan-tsang) y Vinītadeva.
Los escolios de yogācāra discutieron muchos conceptos que no se encuentran ampliamente en el Abhidharma que no es Mahāyāna, como la teoría de las ocho conciencias (aṣṭa vijñānakāyāḥ) que incluye el ālayavijñāna, las tres naturalezas (trisvabhāva), el mero conocimiento (vijñapti-mātra), la revolución fundamental de la base (āśraya-parāvṛtti), la budología Mahāyāna de los tres cuerpos del Buda, los diez pāramitā y los diez bhūmi.
Las principales obras de Yogācāra Abhidharma incluyen:
- Yogācārabhūmi-Śāstra (Tratado de la Fundación para practicantes de Yoga). Un compendio de doctrina y meditación budista, con una fuerte influencia del Abhidharma Sarvāstivāda.[162]
- Abhidharma-samuccaya (Compendio de Abhidharma) por Asanga. Se trata principalmente de conceptos tradicionales de Abhidharma, con algunos elementos Mahāyāna añadidos. Según Frauwallner, este texto se basa en el Abhidharma de la tradición Mahīśāsaka.[163]
- Abhidharma-samuccaya-bhasyam, un comentario sobre el trabajo anterior, posiblemente por Sthiramati.[164]
- Abhidharmamahāyānasūtra
- Mahāyānasaṃgraha. Este es un verdadero compendio de Abhidharma Mahāyāna de Asanga. Sus principales fuentes son el Abhidharmamahāyānasūtra y el Yogācārabhūmi.[160]
- Mahāyānasaṃgraha-bhāṣya, de Vasubandhu, un comentario sobre el trabajo anterior.
- Vijñapti-mātratā-siddhi, Ch. Cheng Weishi Lun ("Discurso sobre la perfección de la mera conciencia") de Xuanzang - un comentario sobre Triṃśikā-vijñaptimātratā ("Treinta versos") de Vasubandhu. El Cheng weishi lun shuji, es un comentario sobre lo anterior, del estudiante de Xuanzang, Kuiji.

Si bien este Abhidharma de Yogācāra se basa en el sistema Sarvāstivāda, también incorpora aspectos de otros sistemas Abhidharma y presenta un Abhidharma completo de acuerdo con una visión Mahāyāna de que el pensamiento (vijñapti) solo es en última instancia "real".

### Prajñāpāramitā
Los sutras de Prajñāpāramitā y su literatura asociada están fuertemente influenciados por Abhidharma. Estos textos hacen uso de categorías de Abhidharma (como la teoría de los dharmas y las diversas listas de Abhidharma) y las adoptan o critican de diferentes maneras. Por lo tanto, según Johannes Bronkhorst, el 'Aṣṭasāhasrikā Prajñāpāramitā', "solo tiene sentido en el contexto histórico del Abhidharma". Según Edward Conze, los sutras Prajñāpāramitā estaban destinados a ser una crítica del punto de vista sostenido por algunos escoliastas de Abhidharma que veían los dharmas como sustanciales o reales. Conze también señala que los sutras Prajñāpāramitā posteriores se han ampliado mediante la inserción de varias listas doctrinales de Abhidharma.
También hay extenso material de Abhidharma (principalmente Sarvāstivāda) en el Dà zhìdù lùn (El Tratado sobre el Gran Prajñāpāramitā; chino: 大智 度 論, Mahāprajñāpāramitāupadeśa* Taishō Tripiṭaka núm. 1509). El Dà zhìdù lùn fue traducido al chino por Kumārajīva (344–413 EC) y su alumno Sengrui. El texto afirma que fue escrito por Nāgārjuna (c. siglo II), pero varios eruditos, como Étienne Lamotte y Paul Demiéville, han cuestionado esto, sosteniendo que el autor era en cambio un monje Sarvāstivāda aprendido en Abhidharma que se convirtió en Mahāyānista. Es un texto muy influyente en el budismo de Asia oriental.
El Abhisamayālaṅkāra ("Ornamento de la realización clara") también incluye numerosos listas Abhidharma, y según Karl Brunnholzl, "puede considerarse como una especie de presentación de abhidharma mahāyāna".

### Otras tradiciones
El Śāriputra Abhidharma Śāstra (舍利弗阿 毘 曇 論 , Shèlìfú Āpítán Lùn, Taisho Tripitaka 1548) es un texto completo de abhidharma que se cree que proviene de la secta Dharmaguptaka. La única edición completa de este texto está en chino. Se han encontrado fragmentos en sánscrito de este texto en Bamiyán, Afganistán, y ahora forman parte de la Colección Schøyen (MS 2375/08).
Varios textos del Abhidharma Pudgalavada también sobreviven en chino, como el Traidharmakasastra (Taisho no. 1506 pp. 15c-30a) y el Sammatiyanikayasastra. Estos textos contienen listas y doctrinas tradicionales del tipo Abhidharma, pero también intentan exponer y defender la doctrina única de la "persona" (pudgala).
El Tattvasiddhi Śāstra ("el tratado que logra la realidad"; chino: 成 實 論, Chéngshílun), es un texto de Abhidharma que era popular en el budismo chino. Este Abhidharma está ahora contenido en el canon budista chino, en dieciséis fascículos (Taishō Tripiṭaka 1646). Su autoría se atribuye a Harivarman, un monje del centro de la India del siglo III. Este trabajo puede pertenecer a la escuela Mahāsāṃghika Bahuśrutīya o a la escuela Sautrāntika.
Muchos textos de Abhidharma se han perdido. Esto incluye textos traídos de la India por Xuanzang que pertenecen a una variedad de escuelas indias que nunca se tradujeron al chino. Muchos sastras de Abhidharma descubiertos entre los textos budistas de Gandhara no tienen paralelo en los idiomas índicos existentes o en la traducción china o tibetana, lo que sugiere la amplitud anterior de la literatura Abhidharma.